# Чернёво (село, Гдовский район)
Чернёво — село в Гдовском районе Псковской области России, административный центр Чернёвской волости.

## Население
| 1939 | 2001 | 2002 | 2010 | 2020 |
| ---- | ---- | ---- | ---- | ---- |
| 1834 | ↘523 | ↗547 | ↘414 | ↘372 |

В селе расположен дом престарелых.

## История
В 1884 году местным помещиком князем Николаем Салтыковым было решено наладить производство спичек. Построенная спичечная фабрика была названа «Сфинкс». В годы советской власти ей присвоили имя Демьяна Бедного. По переписи населения 1939 года в рабочем посёлке Чернёво-1 проживало 1832 человека. В начале Великой Отечественной войны часть оборудования фабрики была эвакуирована, часть взорвана. После войны производство спичек здесь восстанавливать не стали.
В селе родился Герой Советского Союза Константин Орлов.